# Kurt Meißner (Fußballspieler)
Kurt Meißner (* 11. Dezember 1897 in Giebichenstein als Paul Curt Meißner; † 1973 in Jena) war ein deutscher Fußballspieler.

## Karriere
Meißner begann in seinem Geburtsort bei der ortsansässigen Borussia mit dem Fußballspiel begonnen und wechselte dann zum VfL Halle 1896. Über den Mannheimer Stadtteilverein MFC 08 Lindenhof kam er als dribbelstarker Spieler zum VfR Mannheim, für den er von 1923 bis 1926 in der Bezirksliga Rhein im Süddeutschen Fußball-Verband spielte. Am Saisonende 1924/25 ging er mit seiner Mannschaft als Sieger der Bezirksliga Rhein hervor, nahm demzufolge an der Endrunde um die Süddeutsche Meisterschaft teil, in der er sich mit dem Verein an der Seite von Sepp Herberger und Karl Höger gegenüber vier weiteren Bezirksmeistern durchsetzte. Dadurch war er mit seiner Mannschaft auch für die Endrunde um die Deutsche Meisterschaft qualifiziert, in der er sein einziges Spiel am 3. Mai 1925 im Weidenpescher Park in Köln bei der 1:4-Niederlage gegen die TuRU Düsseldorf bestritt. Die Saison 1925/26 wurde ebenfalls als Bezirksmeister Rhein abgeschlossen, jedoch belegte er mit seiner Mannschaft in der Endrunde um die süddeutsche Meisterschaft den vierten Platz.
Sein einziges Länderspiel für die A-Nationalmannschaft bestritt er am 23. November 1924 im Duisburger Wedaustadion bei der 0:1-Niederlage im Testspiel gegen die Nationalmannschaft Italiens; in der zweiten Hälfte verletzte er sich, musste jedoch durchspielen, weil Auswechselspieler damals nicht vorgesehen waren.
Die Saison 1926/27, seine letzte, bestritt er für den VfB Leipzig im Gau Nordwestsachsen im Verband Mitteldeutscher Ballspiel-Vereine. Die Saison als Gaumeister abgeschlossen wurde die anschließende Meisterschaftsendrunde ebenfalls als Meister abgeschlossen. Durch diesen Erfolg bestritt er als Teilnehmer an der Endrunde um die Deutsche Meisterschaft 1926/27 das am 8. Mai 1927 mit 3:0 gewonnene Achtelfinalspiel gegen den Breslauer FV 06 und das am 22. Mai 1927 mit 0:3 verlorene Viertelfinalspiel gegen den SV 1860 München.

## Erfolge
- Mitteldeutscher Meister 1927
- Gaumeister Nordwestsachsen 1927
- Süddeutscher Meister 1925
- Bezirksmeister Rhein 1925, 1926